# 王敏奕
王敏奕（英語：Venus Wong Man Yik，1992年1月1日—），香港女演員和歌手，現為無綫電視經理人合約藝員及星夢娛樂旗下藝人。

## 簡介
王敏奕曾就讀於中華基督教會基灣小學及玫瑰崗學校，中學時期開始當兼職模特兒，並參與演出香港電台節目《過渡青春》。2008年，16歲的她參與電影《烈日當空》的試鏡並獲取錄，同時兼顧學業及演藝工作。
2011年，王敏奕在新加坡投資電影《Camera》擔演女主角，同年參演電影《DIVA華麗之後》及《超級經理人》。翌年，她暫停香港城市大學專上學院法語課程，前往紐約修讀電影及戲劇課程，成為全職藝人。2014年，她在無綫電視劇《女人俱樂部》飾演李麗珍角色的年青版「朱莉」一角，被傳媒指其眼神和李麗珍相似。
2019年，王敏奕與曾國祥結婚。同年，她參演ViuTV電視劇《假設性無罪》。
2020年，王敏奕加盟星夢娛樂成為出道歌手。同年12月，她於無綫電視時裝愛情電視劇《香港愛情故事》中飾演叛逆女攝影師「陳子欣」一角，並憑此角首度入圍《萬千星輝頒獎典禮2020》「最受歡迎電視女角色」。
2021年，王敏奕先後於無綫電視劇集《刑偵日記》及《把關者們》分別飾演法醫人類學家「方菀芊」及海關毒品調查課監督「溫芷祺」。同年年尾首度入圍《萬千星輝頒獎典禮2021》「飛躍進步女藝員」最後五強，並憑《把關者們》入圍「最佳女主角」最後十強，同時獲提名「最受歡迎電視女角色」及「馬來西亞最喜愛TVB女主角」。
2022年，王敏奕於無綫電視台慶劇《法證先鋒V》中飾演「霍寶英」，並為此劇獻唱插曲《或者》，這是她首次為劇集獻唱插曲。同年年尾，她憑此劇獲提名《萬千星輝頒獎典禮2022》「最佳女主角」，並於「最受歡迎電視女角色」及「馬來西亞最喜愛TVB女主角」入圍最後十強。
2023年11月，王敏奕於無綫電視台慶劇中《新聞女王》飾演記者「劉艷」一角，演技獲網民肯定。同年年尾，王敏奕憑《新聞女王》於《萬千星輝頒獎典禮2023》首度入圍「最佳女配角」最後五強，同時打入「飛躍進步女藝員」最後五強。
2024年1月，王敏奕於無綫電視劇集《旁觀者》中飾演「姚自如」一角。2月，王敏奕於無綫電視劇集《婚後事》中飾演「呂靜海（Mira）」一角，突破演出備受注目。

### 圈中好友
王敏奕因拍攝無綫電視劇集《女人俱樂部》而與同劇演員黃山怡、陳瀅、賴慰玲、吳燕菁、吳嘉熙、陳嘉寶及何廣沛成為好友，亦因拍攝其他無綫劇集而與羅天宇、周柏豪、胡蓓蔚、蔡潔、朱敏瀚、譚嘉儀等成為好友。

## 演出作品

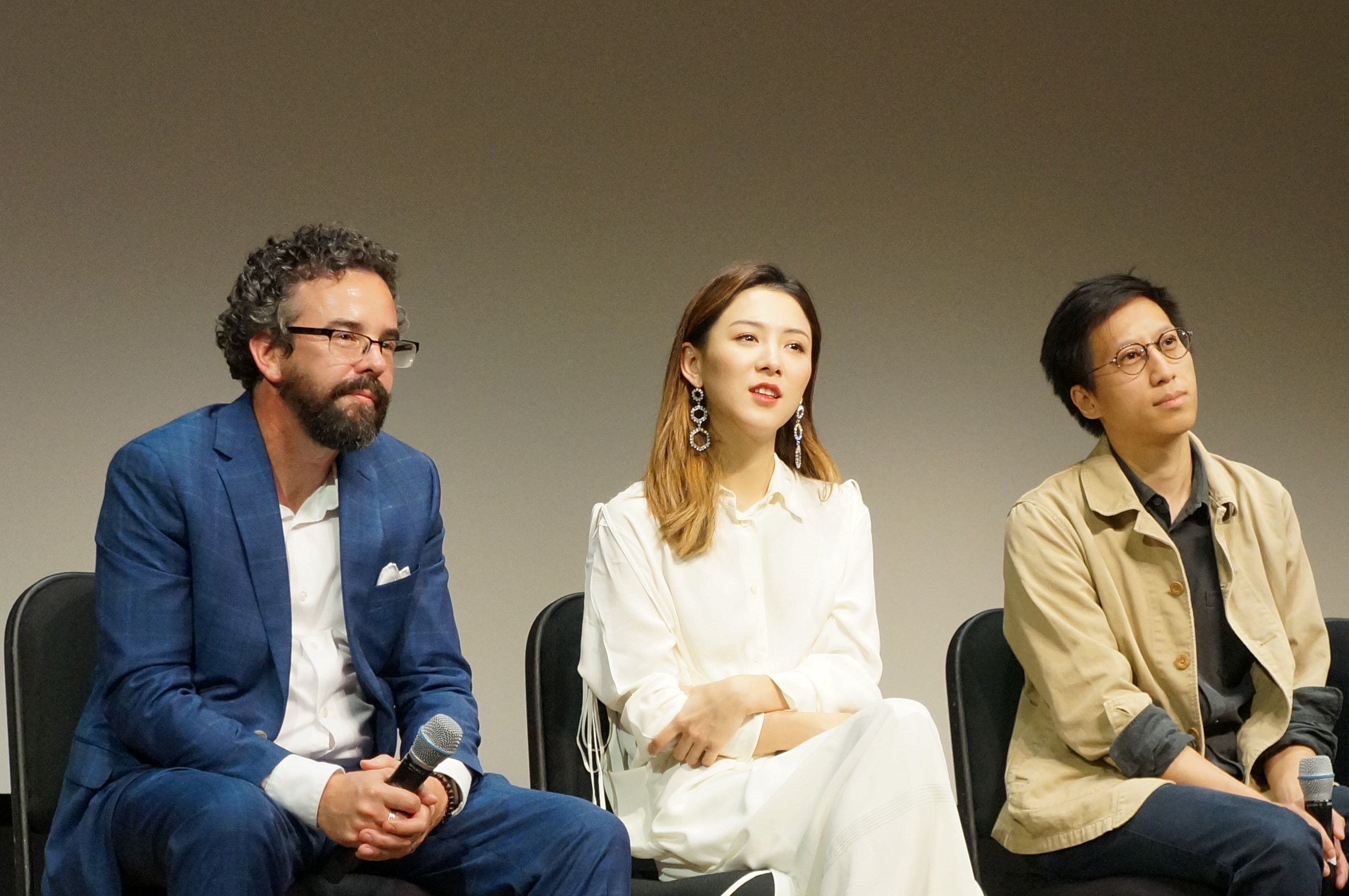
2018年7月27日，在华盛顿特区的FreerSackler画廊，关于香港电影Zombiology：EnjoyYourselfTonight（2017）的小组讨论，主题是（l至r）Tom，VenusWong和AlanLo

### 電視劇
| 首播     | 劇名                     | 角色                            |
| 香港電台 | 香港電台                 | 香港電台                        |
| -------- | ------------------------ | ------------------------------- |
| 2006年   | 過渡青春（Y2K系列第4輯） | Venus                           |
| 2007年   | 性本善（-同居少年）      | 阿儀（奶茶）                    |
| 2011年   | 我未成年（-援交那一步）  | 主持                            |
| 2012年   | 正斗中文                 | 茶餐廳東主女兒（Venus，妹妹豬） |
| 2014年   | IT行者（-留言）          | Kate                            |
| 2014年   | 我的家庭醫生             | 王萍萍 （Apple）                |
| 無綫電視 |                          |                                 |
| 2014年   | 廉政行動2014             | 郭小霖                          |
| 2014年   | 女人俱樂部               | 朱莉（青年）                    |
| 2020年   | 香港愛情故事             | 陳子欣（Shay）                  |
| 2021年   | 刑偵日記                 | 方菀芊（Dr. Fong）              |
| 2021年   | 把關者們                 | 溫芷祺（Madam Wan、Kay）        |
| 2022年   | 法證先鋒V                | 霍寶英                          |
| 2023年   | 新聞女王                 | 劉艷（Carrie）                  |
| 2024年   | 旁觀者                   | 姚自如                          |
| 2024年   | 婚後事                   | 呂靜海（Mira）                  |
| 2024年   | 法證先鋒VI：倖存者的救贖 | 霍寶英                          |
| 2025年   | 虛擬情人                 | 程晴                            |
| 拍攝中   | 新聞女王2                | 劉艷（Carrie）                  |
| 邵氏兄弟 |                          |                                 |
| 2018年   | 飛虎之潛行極戰           | 戴以菲                          |
| ViuTV    |                          |                                 |
| 2019年   | 理想国                   | Fiona Fong                      |
| 2019年   | 假設性無罪               | 林梓慧                          |
| 優酷     |                          |                                 |
| 2024年   | 家族榮耀之繼承者         | 馬曉靈（Linda）                 |

### 電影
| 首映   | 電影                     | 角色       |
| ------ | ------------------------ | ---------- |
| 2008年 | 親愛的                   | 餐廳侍應生 |
| 2008年 | 烈日當空                 | 名校女生   |
| 2009年 | 保持愛你                 | Venus      |
| 2010年 | 囡囡                     | Gucci      |
| 2011年 | Camera                   | Clare      |
| 2012年 | DIVA華麗之後             | Gennie     |
| 2013年 | 超級經理人               | 河淼淼     |
| 2014年 | 澳門街                   |            |
| 2014年 | 等                       |            |
| 2014年 | 曖昧不明關係研究學會     | 李寧       |
| 2015年 | 麻雀王                   | 白四喜     |
| 2016年 | 打開我天空               |            |
| 2017年 | 西遊2:伏妖篇             |            |
| 2017年 | 初戀日記：賤男蜜擾       | 查子頎     |
| 2017年 | 天公仔                   | 張青青     |
| 2017年 | 今晚打喪屍               | 聶以旋     |
| 2020年 | Baby復仇記               | 子翹 Kiu   |
| 2020年 | 地下拳                   | 林幼芙     |
| 2020年 | 冥通銀行特約：翻生爭霸戰 | 周寶兒     |
| 2021年 | 梅艷芳                   | Miwa       |
| 2025年 | 水餃皇后                 | 方小姐     |
| 2025年 | 致命玩偶                 | 雪青       |

### 微電影
- 麥曦茵PopCorn微電影第二部曲《曾經》飾吳麗群
- 難·尋·愛之倒置
- 《抗氧化的愛》
- IVE微電影《【It's青春】【壹、戀愛】
- 康泰微電影《緣途有您》[31]
- SonyPlayMemoriesCameraApps系列微電影[相‧表白]
- Chivas微電影DreamsCity[32]

### 音樂錄音帶
- 曹震豪《請代寄聖誕老人》
- 曹震豪《安啦安啦》
- 曹震豪《得不到又怎麼失去過》
- 陳奕迅《張氏情歌》[33]
- 王梓軒《兩人三腳》
- 側田《愛的習慣》《無限大》《信口開河》
- 容祖兒《我要玩》
- 杜汶澤《超級經理人》
- 麥浚龍《PoorU》
- OhMyGirls《為我們喝采》
- GinLee《企好》[34]

## 音樂作品

### 單曲
| 年份   | 歌曲                    | 備註                                                |
| 2013年 | OhMyGirls《為我們喝采》 | 電影《超級經理人》宣傳曲                            |
| 2020年 | 《這天這裡》            | 電影《BABY復仇記》主題曲 與陳靜、余香凝、麥芷誼合唱 |
| 2022年 | 《或者》                | 劇集《法證先鋒V》插曲                               |
| 2025年 | 《Castle in the Air》   | 劇集《虛擬情人》片尾曲                              |

## 獎項

### 萬千星輝頒獎典禮
| 年份   | 獎項                         | 劇集                       | 結果     |
| 2020年 | 最受歡迎電視女角色           | 《香港愛情故事》           | 提名     |
| 2021年 | 飛躍進步女藝員               | 《刑偵日記》 《把關者們》  | 最後五強 |
| 2021年 | 最佳女主角                   | 《刑偵日記》               | 提名     |
| 2021年 | 最佳女主角                   | 《把關者們》               | 最後十強 |
| 2021年 | 最受歡迎電視女角色           | 《刑偵日記》               | 提名     |
| 2021年 | 最受歡迎電視女角色           | 《把關者們》               | 提名     |
| 2021年 | 馬來西亞最喜愛TVB女主角      | 《刑偵日記》               | 提名     |
| 2021年 | 馬來西亞最喜愛TVB女主角      | 《把關者們》               | 提名     |
| 2022年 | 最佳女主角                   | 《法證先鋒V》              | 提名     |
| 2022年 | 最受歡迎電視女角色           | 《法證先鋒V》              | 最後十強 |
| 2022年 | 最受歡迎電視拍檔（與黃宗澤） | 《法證先鋒V》              | 提名     |
| 2022年 | 馬來西亞最喜愛TVB女主角      | 《法證先鋒V》              | 最後十強 |
| 2023年 | 飛躍進步女藝員               | 《新闻女王》               | 最後五強 |
| 2023年 | 最佳女配角                   | 《新闻女王》               | 最後五強 |
| 2024年 | 最佳女主角                   | 《旁觀者》                 | 提名     |
| 2024年 | 最佳女主角                   | 《婚後事》                 | 提名     |
| 2024年 | 最佳女配角                   | 《法證先鋒6 倖存者的救贖》 | 最後十強 |
| 2024年 | 最佳衣著女藝人               |                            | 獲獎     |

### 觀眾在民間電視大獎
| 年份   | 獎項               | 劇集                      | 結果 |
| 2021年 | 民選飛躍進步女藝員 | 《刑偵日記》 《把關者們》 | 提名 |
| 2021年 | 民選最佳女主角     | 《把關者們》              | 提名 |

### 其他獎項
| 年份   | 頒獎禮                  | 獎項           | 劇集         | 結果 |
| 2023年 | 優酷娛樂×新聞女王收官禮 | 最具代表女王獎 | 《新聞女王》 | 獲獎 |